# Alejo de Bentheim y Steinfurt
El Príncipe Alejo Federico de Bentheim y Steinfurt (20 de enero de 1781 - 3 de noviembre de 1866) fue un noble alemán.

## Biografía
Descendía de una rama cadete de la Casa de Bentheim-Steinfurt. Su padre era el Príncipe Luis Guillermo Galderico Ernesto de Bentheim y Steinfurt; su madre era Juliana Guillermina de Schleswig-Holstein-Sonderburg-Glücksburg.
Estudió en Marburg bajo Johann Stephan Pütter. En 1817, sucedió a su padre como Príncipe de Bentheim y Steinfurt. En 1821, la línea de Bentheim-Tecklenburg-Rheda de la familia lo demandó, reclamando tener mayores derechos sobre los condados de Bentheim y Steinfurt. El proceso judicial sobre las partes de los condados en Prusia duró hasta 1829; el proceso sobre las partes en Hannover se prolongó todavía más. El Príncipe Alejo en último término ganó ambos casos judiciales.
Incidentalmente, el Condado de Bentheim había sido comprometido a Hannover mucho antes de su reinado. En 1823, Alejo redimió ese compromiso. Inició la restauración del deteriorado Castillo de Bentheim. Construyó un balneario en torno a los manantiales ricos en sulfuro en la ciudad de Bentheim. La ciudad cambiaría su nombre a Bad Bentheim en 1979, para reflejar su estatus de ciudad balneario.
Alejo fue un miembro del parlamento provincial (Landtag) de la provincia prusiana de Westfalia. En 1847, pasó a ser miembro del efímero Parlamento Unificado. En 1854, oficialmente se convirtió en miembro de la Cámara Alta Prusiana; sin embargo, nunca fue un miembro activo.

## Matrimonio e hijos
En 1811, contrajo matrimonio con Guillermina de Solms-Braunfels, primera hija del Príncipe Guillermo Cristián Carlos, 3º Príncipe de Solms-Braunfels. Tuvieron seis hijos, incluyendo a su heredero Luis Guillermo.